# 许瑞忱
许瑞忱（1930年—），黑龙江桦南人，中国人民解放军将领、中国人民解放军中将。 
1993年，授予中国人民解放军中将，曾任国防科学技术工业委员会政治部主任。 